# Białaczka
Białaczka (łac. leucaemia) – grupa nowotworów złośliwych o różnym przebiegu i objawach, która jest spowodowana patologicznym klonalnym rozrostem komórek układu krwiotwórczego o różnym stopniu dojrzałości w szpiku kostnym, a także w węzłach chłonnych i narządach krwiotwórczych okresu płodowego (wątroba, śledziona), a w późniejszym etapie również w innych tkankach. W konsekwencji choroby dochodzi do zaburzeń ilościowych i jakościowych komórek krwi obwodowej.

## Klasyfikacja białaczek

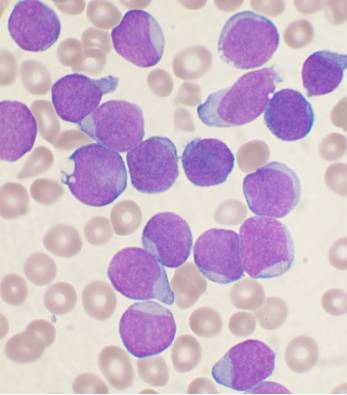
Rozmaz szpiku kostnego u pacjenta z ALL

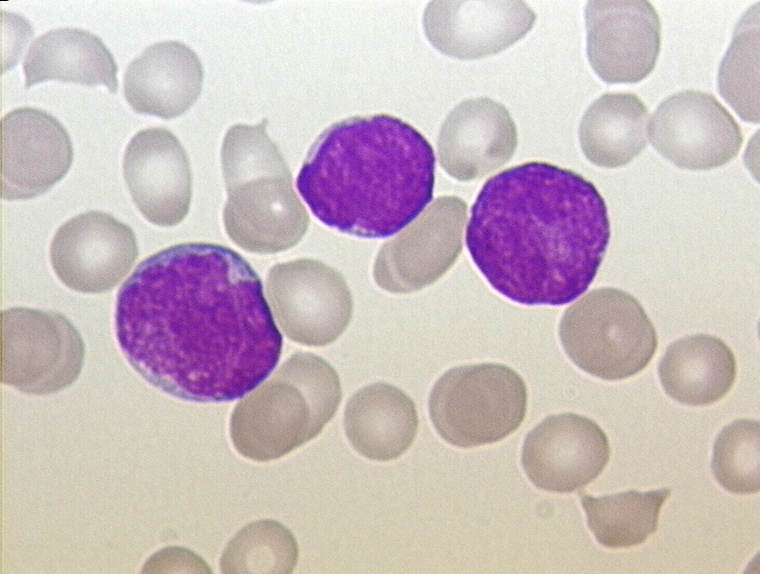
Rozmaz krwi obwodowej u pacjenta z ALL

Tradycyjnie białaczki są dzielone ze względu na przebieg (białaczki ostre i przewlekłe) oraz na linię pochodzenia (białaczki szpikowe i limfatyczne). Obecnie obowiązuje podział WHO nowotworów układu krwiotwórczego, który dzieli choroby rozrostowe na podstawie linii komórkowych, cech morfologicznych, immunofenotypowych i genetycznych.
Tradycyjny podział białaczek:
- białaczki ostre
  - ostra białaczka szpikowa (AML) – grupa nowotworów charakteryzująca się obecnością klonu stransformowanych komórek wywodzących się z wczesnych etapów mielopoezy
  - ostra białaczka limfoblastyczna (ALL) – nowotwory wywodzące się z prekursorów linii limfoidalnej (limfoblastów) z której powstają limfocyty
- białaczki przewlekłe
  - przewlekła białaczka szpikowa (CML) – obecnie jest zaliczana do zespołów mieloproliferacyjnych
  - przewlekła białaczka limfatyczna (CLL) – klonalny rozrost dojrzałych limfocytów

## Diagnostyka
Ze względu na bardzo duże zróżnicowanie poszczególnych typów białaczek istnieją osobne kryteria rozpoznania dla każdej z tych chorób.
Kluczowymi badaniami są rozmaz krwi obwodowej oraz biopsja szpiku kostnego i jego badanie pod mikroskopem świetlnym, badanie cytochemiczne, genetyczne i molekularne. Rozmaz krwi obwodowej może wykazać niedokrwistość, trombocytopenię oraz zaburzenia w obrębie układu białokrwinkowego. Często występuje podwyższona liczba leukocytów (leukocytoza), niekiedy przekraczając 100 000/μl, jednak ich liczba może być prawidłowa lub obniżona (leukopenia). W rozmazie mogą występować blasty – niedojrzałe komórki prekursorowe. Biopsja szpiku dostarcza materiał do badania pod mikroskopem świetlnym, które często pozwala określić typ morfologiczny białaczki. Badania cytochemiczne, genetyczne i molekularne pozwalają dokładnie określić typ białaczki oraz określić czynniki rokownicze niezbędne do wyboru strategii leczenia.

## Leczenie
Leczenie ostrych białaczek opiera się na chemioterapii i składa się z trzech faz: indukcji remisji, konsolidacji remisji i leczenia podtrzymującego. W leczeniu konsolidacyjnym w zależności od stanu chorego i ryzyka nawrotu choroby przeprowadza się przeszczep szpiku kostnego.
Postępowanie w przewlekłej białaczce limfatycznej jest uzależnione od stanu choroby i w korzystnych warunkach przyjmuje się postawę wyczekującą z regularną kontrolą kliniczną. Jeśli istnieją wskazania do leczenia przeprowadza się chemioterapię.
W leczeniu przewlekłej białaczki szpikowej stosuje się inhibitory kinazy tyrozynowej (imatynib) oraz przeszczep szpiku.

## Klasyfikacja ICD10
| kod ICD10   | nazwa choroby                              |
| ----------- | ------------------------------------------ |
| ICD-10: C91 | Białaczka limfatyczna                      |
| ICD-10: C92 | Białaczka szpikowa                         |
| ICD-10: C93 | Białaczka monocytowa                       |
| ICD-10: C94 | Inne białaczki określonego rodzaju         |
| ICD-10: C95 | Białaczka z komórek nieokreślonego rodzaju |